# ناويلوابي (بحيرة)
بحيرة ناويلوابي (بالأسبانية Lago Nahuel Huapí) هي بحيرة في شمال منطقة باتاغونيا بين مقاطعات ريو نيغرو ونيكوين وأرخنتينا.
وتقع على الشاطئ الجنوبي للبحيرة مركز باريلوتشي السياحي. وتسبب انفجار البركان في بويويو كوردون كول في يونيو 2011 في تشيلي المجاورة، في تغطية أجزاء من مساحات من البحيرة بالرماد البركاني.
اسم البحيرة مشتق من لغة مابوتشي ويعني «جزيرة جاكوار». وتقع ضمن متنزه ناويلوابي الوطني .
وتبلغ مساحتها 529 كم مربع. وتقع على ارتفاع 770 متر فوق مستوى سطح البحر.

## معرض صور

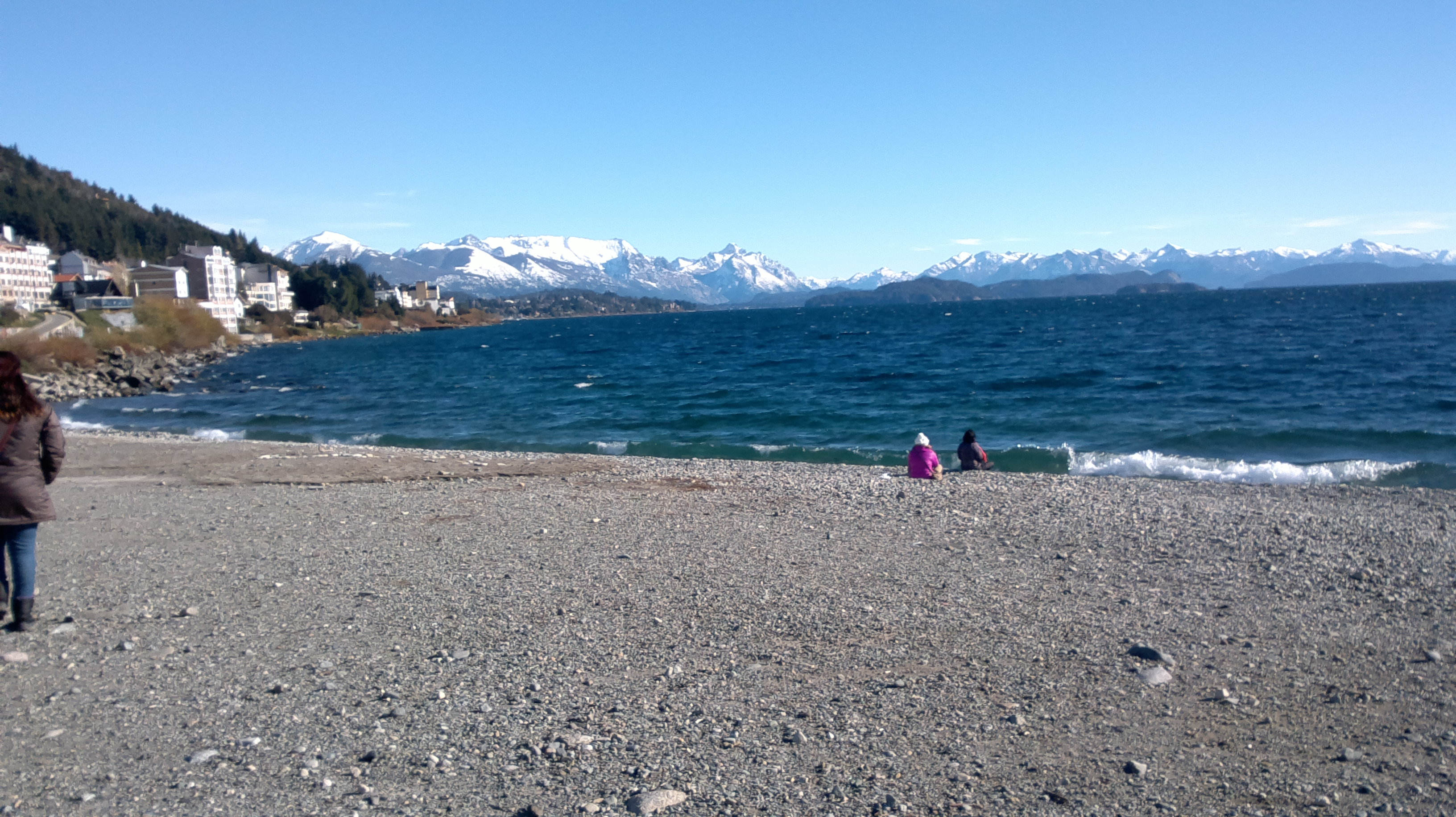
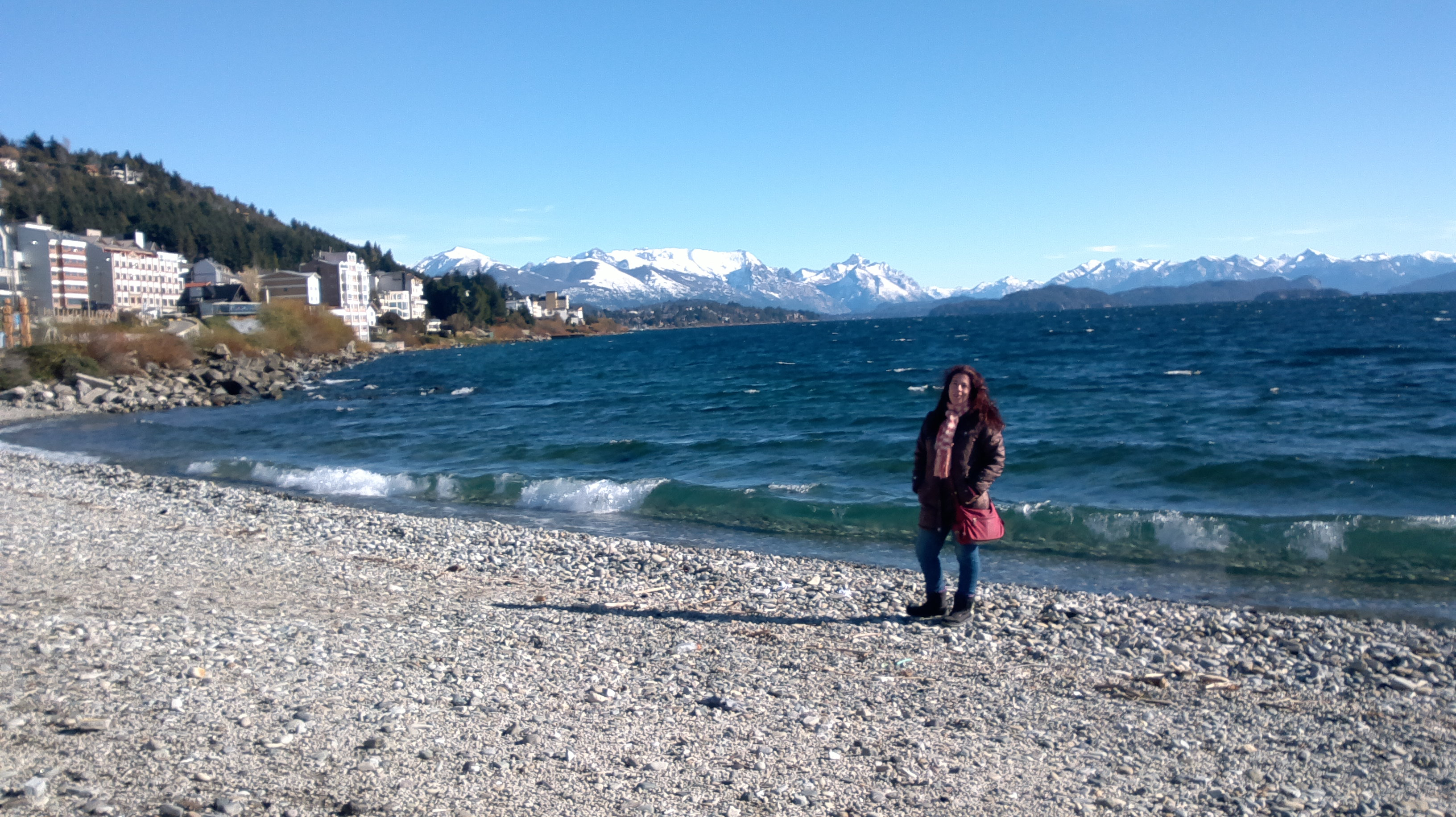
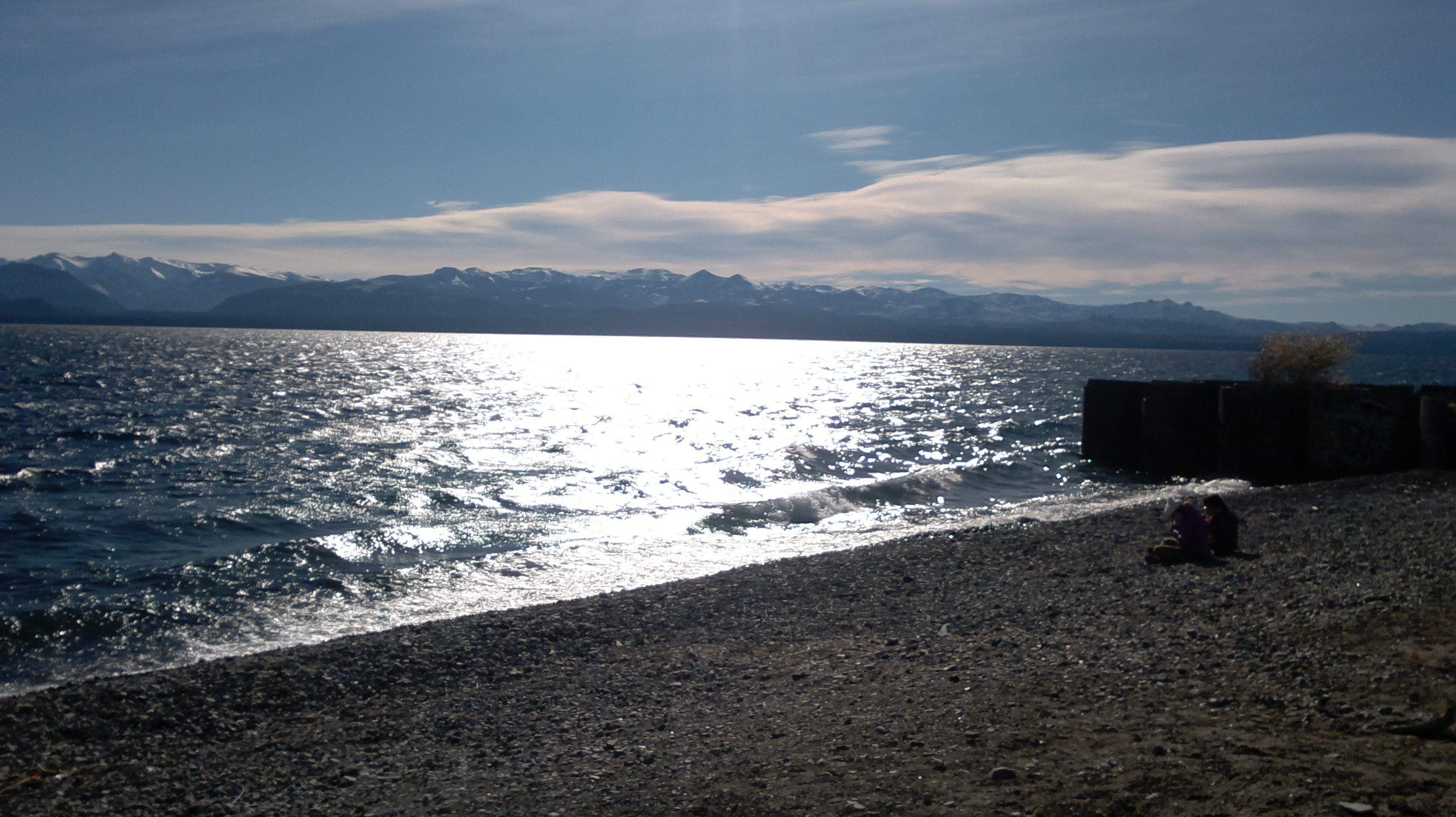